# Iwan Liszczynski
Iwan Liszczynski, pol. Jan Leszczyński (ur. 1883 w Podmichalu koło Kałusza, zm. 1941 we Lwowie) – ukraiński działacz społeczny, urzędnik, członek Komitetu Centralnego Ukraińskiego Zjednoczenia Narodowo-Demokratycznego (UNDO) w latach 1925–1928, poseł na Sejm II kadencji.
Ukończył szkołę średnią i kursy pedagogiczne. Do 1918 r. pracował w szkolnictwie, a następnie był p.o. inspektora szkolnego w Drohobyczu. Nieprzyjęty do polskiego szkolnictwa, 1920-23 organizował Związek Ukraińskich Nauczycieli Ludowych w Małopolsce i działał we "Wzajemnej Pomocy Ukraińskich Nauczycieli". Od 1921 członek Komitetu Centralnego Ukraińskiej Ludowej Partii Pracy (UPNR). W latach 1922–1926 prezes Narodowej Organizacji Ukraińców we Lwowie, po 1926 r. w powiecie lwowskim (zmiana terytorialnego zasięgu organizacji). Redaktor pisma Uczytielśkie Słowo (1921-1922). Od 1925 w UNDO, członek Komitetu Centralnego UNDO.  
W wyborach parlamentarnych w 1928 wybrany na posła do Sejm RP drugiej kadencji z listy Bloku Mniejszości Narodowych w okręgu nr 51 (Lwów). 
Po rozwiązaniu Sejmu i Senatu przez prezydenta Ignacego Mościckiego, w czasie kampanii wyborczej przed wyborami do Sejmu i Senatu w listopadzie 1930 (tzw. "wyborami brzeskimi") aresztowany w nocy 9/10 września 1930 pod zarzutem zbrodni stanu i osadzony w twierdzy w Brześciu. 15 października 1930 przewieziony do Lwowa, gdzie 20 kwietnia 1931 sąd przysięgłych skazał go na sześć miesięcy więzienia "za urządzanie zbiegowisk" ("obostrzonego twardym łożem") z zaliczeniem aresztu śledczego. 23 lipca 1931 odbyła się rozprawa kasacyjna w Warszawie przed Sądem Najwyższym, wyrok został utrzymany. 29 kwietnia 1931 Sąd Okręgowy w Równem skazał go na 2 lata więzienia "za nieposzanowanie władzy i wzywanie do antypolskich wystąpień" z utrzymaniem aresztu śledczego, odrzucono też prośbę o wypuszczeniu za kaucją. 
11 sierpnia 1931 przed Sądem Apelacyjnym w Lublinie odbyła się rozprawa (i rozpoznanie wniosku o zwolnienie z aresztu śledczego z powody choroby). Sąd obniżył wyrok wydany w pierwszej instancji z dwóch lat do roku więzienia z zaliczeniem aresztu śledczego i zgodził się na wypuszczenie za kaucją w wysokości 500 zł. Po wyjściu z więzienia w Równem po blisko roku uwięzienia, Liszczynśkyj zaprzestał działalności politycznej i wrócił do pracy pedagogicznej. 
Członek Zarządu Głównego "Proświty".